# Heal the Pain
«Heal The Pain» (en español: «Mitiga el Dolor») es una canción escrita e interpretada por George Michael y publicada por Epic Records en 1991.
Una canción de amor positiva y sentimental, que fue la cuarta de cinco sencillos extraídos del álbum Listen Without Prejudice, Vol. 1 y las ventas del sencillo en el RU fueron bajas debido principalmente al gran número de copias del álbum ya vendidas a ese entonces.
La canción entró al UK singles chart en febrero de 1991 y alcanzó el #31. Siguió el patrón de llegar a una posición más baja que su predecesora (los previos tres sencillos habían alcanzado el #6, #23 y #28). Un sencillo más extraído del álbum continuaría con el mismo patrón, pero no rompería la barrera del Top 40.
En 2005, se anunció que George Michael grabaría una versión de esta canción con Paul McCartney, en cuyo estilo fue compuesta la canción. Michael apareció en el show de Chris Evans en BBC Radio 2 el 5 de diciembre de 2005, y anunció que había grabado la canción con McCartney "la semana pasada", pero que no sabía lo que iba a hacer con ella aún. La canción fue añadida más tarde a la colección de grandes éxitos Twenty Five.

## Sencillo
7" sencillo Epic 656647 7	1990
1. 	«Heal The Pain»		4:39
2. 	«Soul Free»		5:30
- Datos: Q2439307